# Prälatenweg (Ostwestfalen)

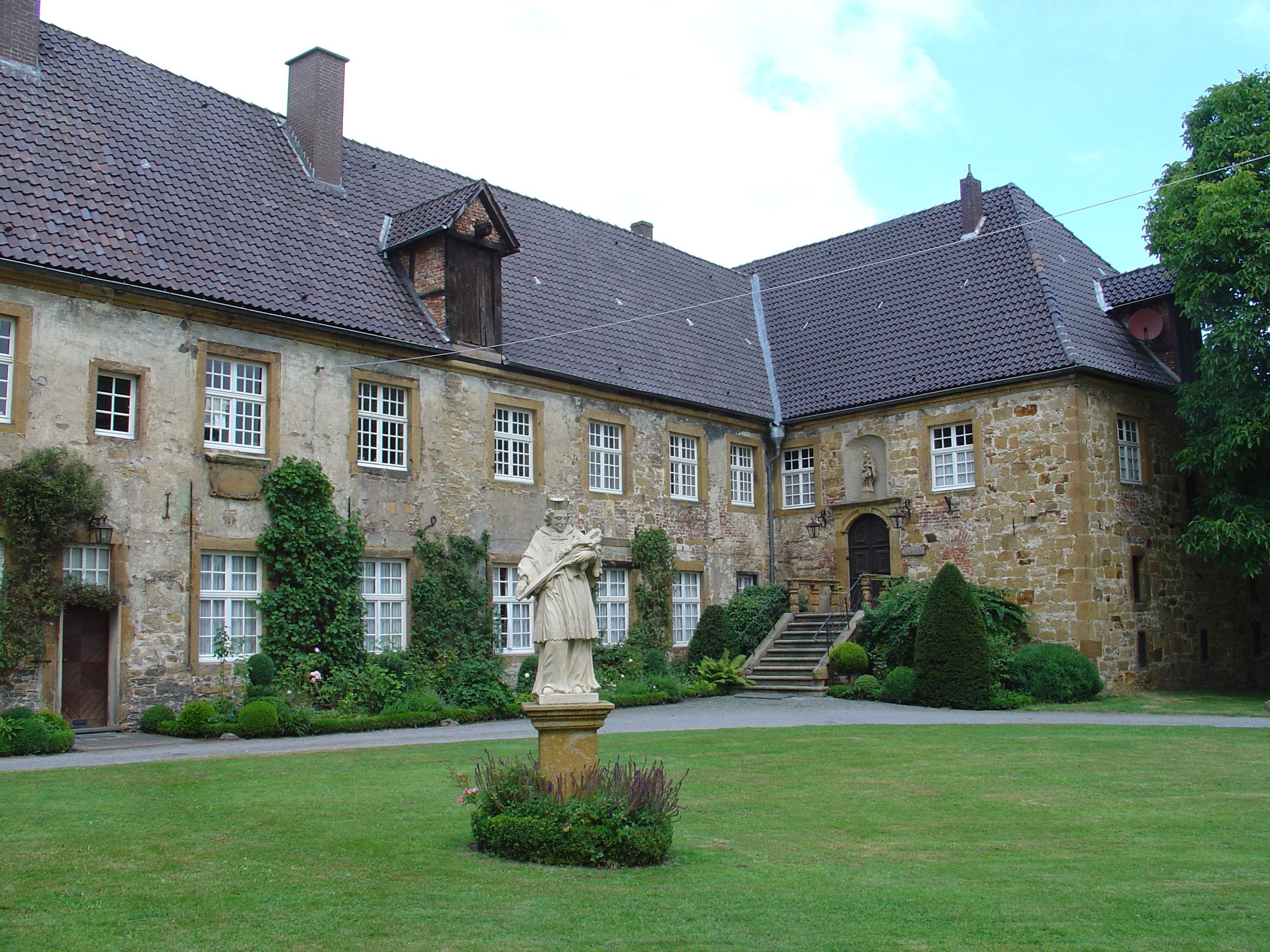
Benediktinerinnenkloster Herzebrock

Der Prälatenweg ist ein 32 Kilometer langer Wander- und Radwanderweg, der die drei Klosteranlagen Herzebrock, Clarholz und Marienfeld im ostwestfälischen Kreis Gütersloh miteinander verbindet.
Die mit dem Logo „Prälatenweg“ (blaue Mitra) ausgeschilderte Route verläuft von Herzebrock durch den Putzwald nach Clarholz, von dort durch Heerde, über die Ems und durch die Hohe Heide nach Marienfeld, von dort erneut durch die Hohe Heide und über die Ems durch Quenhorn und Groppel zurück nach Herzebrock.
Die Fahrradroute des Prälatenwegs folgt zum Teil den Streckenverläufen des Emsradwegs, des R18 und des R19.